# Episodi di The Neighborhood (seconda stagione)
La seconda stagione della serie televisiva The Neighborhood, composta da ventidue episodi, è stata trasmessa in prima visione assoluta negli Stati Uniti d'America da CBS dal 23 settembre 2019 al 4 maggio 2020. In Italia è trasmessa su Comedy Central dal 21 ottobre al 4 novembre 2024.
| nº | Titolo originale              | Titolo originale                                 | Prima TV USA      | Prima TV Italia  |
| -- | ----------------------------- | ------------------------------------------------ | ----------------- | ---------------- |
| 1  | Welcome to the Re-Rack        | Benvenuti alla seconda grigliata                 | 23 settembre 2019 | 21 ottobre 2024  |
| 2  | Welcome to the Bully          | Benvenuti dal bullo                              | 30 settembre 2019 | 22 ottobre 2024  |
| 3  | Welcome to the Fresh Coat     | Benvenuti, si pittura casa                       | 7 ottobre 2019    | 22 ottobre 2024  |
| 4  | Welcome to Co-Habitation      | Benvenuti alla co-abitazione                     | 14 ottobre 2019   | 23 ottobre 2024  |
| 5  | Welcome to Soul Food          | Benvenuti al ristorante afro                     | 21 ottobre 2019   | 23 ottobre 2024  |
| 6  | Welcome to the Wagon          | Benvenuti allo speed wagon                       | 28 ottobre 2019   | 24 ottobre 2024  |
| 7  | Welcome to the Vow Renewal    | Benvenuti al rinnovo delle promesse matrimoniali | 4 novembre 2019   | 24 ottobre 2024  |
| 8  | Welcome to Bowling            | Benvenuti al bowling                             | 18 novembre 2019  | 25 ottobre 2024  |
| 9  | Welcome to the Dealbreaker    | Benvenuti al 'mio limite'                        | 25 novembre 2019  | 25 ottobre 2024  |
| 10 | Welcome to the Digital Divide | Benvenuti al divario digitale                    | 9 dicembre 2019   | 28 ottobre 2024  |
| 11 | Welcome to the Scooter        | Benvenuti sul monopattino                        | 16 dicembre 2019  | 28 ottobre 2024  |
| 12 | Welcome to the Freeloader     | Benvenuti dagli scrocconi                        | 6 gennaio 2020    | 29 ottobre 2024  |
| 13 | Welcome to the New Pastor     | Benvenuti al nuovo pastore                       | 20 gennaio 2020   | 29 ottobre 2024  |
| 14 | Welcome to Trivia Night       | Benvenuti alla serata Trivia                     | 3 febbraio 2020   | 30 ottobre 2024  |
| 15 | Welcome to the Bad Review     | Benvenuti all'errore di valutazione              | 10 febbraio 2020  | 30 ottobre 2024  |
| 16 | Welcome to the Hockey Game    | Benvenuti alla partita di hockey                 | 17 febbraio 2020  | 31 ottobre 2024  |
| 17 | Welcome to the Commercial     | Benvenuti alla pubblicità                        | 9 marzo 2020      | 31 ottobre 2024  |
| 18 | Welcome to the Team           | Benvenuti alla squadra                           | 16 marzo 2020     | 1º novembre 2024 |
| 19 | Welcome to the Jump           | Benvenuti al salto                               | 6 aprile 2020     | 1º novembre 2024 |
| 20 | Welcome to the Standoff       | Benvenuti allo scontro                           | 13 aprile 2020    | 4 novembre 2024  |
| 21 | Welcome to the Speed Bump     | Benvenuti al dosso stradale                      | 4 maggio 2020     | 4 novembre 2024  |
| 22 | Welcome to the Campaign       | Benvenuti alla campagna                          | 4 maggio 2020     | 5 novembre 2024  |